# Rarezas en vivo
Rarezas en vivo es el segundo álbum en vivo de la banda de rock Libido. grabado durante la presentación del disco Recopilatorio Rarezas, el 18 de diciembre del 2010 en el Coliseo Eduardo Dibós en Lima.
En este concierto fueron presentados por primera vez parte de los temas inéditos del disco Recopilatorio como Hombre loco, Salvaciones, Despiértenme, Criatura Misteriosa, Universo y  Tan Suave.
El lanzamiento del disco en formato físico fue en 2013 por la producciones 11 y 6, su lanzamiento en formato digital se daría el 13 de enero de 2012. Esta seria la última participación con la banda del baterista Ivan Mindreau.

## Lista de canciones
| CD 1 |                                                           |                                                             |          |  |
| N.º  | Título                                                    | Escritor(es)                                                | Duración |  |
| 1.   | «Hombre Loco» (Canción del disco "Rarezas")               | Manolo Hidalgo, Antonio Jáuregui, Salim Vera, Ivan Mindreau | 03:42    |  |
| 2.   | «Un día Nuevo» (Canción del disco "Un día Nuevo")         | Salim Vera                                                  | 03:45    |  |
| 3.   | «Cicuta» (Canción del disco "Libido")                     | Antonio Jáuregui                                            | 02:49    |  |
| 4.   | «Respirando» (Canción del disco "Hembra")                 | Antonio Jáuregui                                            | 02:52    |  |
| 5.   | «Néctar» (Canción del disco "Hembra")                     | Jeffry Fischman                                             | 03:07    |  |
| 6.   | «No Será Lo Mismo Sin Ti» (Canción del disco "Pop*Porn")  | Antonio Jáuregui                                            | 03:58    |  |
| 7.   | «Salvaciones» (Canción del disco "Rarezas")               | Jeffry Fischman                                             | 03:37    |  |
| 8.   | «Invencible» (Canción del disco "Pop*Porn")               | Jeffry Fischman                                             | 02:57    |  |
| 9.   | «Mundo Perfecto» (Canción del disco "Un día nuevo")       | Manolo Hidalgo                                              | 02:42    |  |
| 10.  | «Lonely» (Canción del disco "Lo Último que Hablé Ayer")   | Antonio Jáuregui                                            | 04:04    |  |
| 11.  | «Hambre» (Canción del disco "Pop*Porn")                   | Antonio Jáuregui                                            | 03:57    |  |
| 12.  | «Culpable» (Canción del disco "Lo Último que Hablé Ayer") | Antonio Jáuregui                                            | 02:36    |  |
| 13.  | «Vampiro» (Canción del disco "Pop*Porn")                  | Antonio Jáuregui                                            | 03:40    |  |
| 14.  | «Como Un Perro» (Canción del disco "Libido")              | Antonio Jáuregui                                            | 03:56    |  |

| CD 2 |                                                               |                                  |          |  |
| N.º  | Título                                                        | Escritor(es)                     | Duración |  |
| 15.  | «Tan Suave» (Canción del disco "Rarezas")                     | Manolo Hidalgo                   | 04:23    |  |
| 16.  | «Universo» (Canción del disco "Rarezas")                      | Antonio Jáuregui                 | 03:58    |  |
| 17.  | «Hembra» (Canción del disco Hembra")                          | Jeffry Fischman                  | 04:23    |  |
| 18.  | «Hembra» (Canción del disco "Hembra")                         | Jeffry Fischman                  | 04:54    |  |
| 19.  | «En Esta Habitación» (Canción del disco "Hembra")             | Jeffry Fischman                  | 04:54    |  |
| 20.  | «Frágil» (Canción del disco "Pop*Porn")                       | Manolo Hidalgo                   | 03:42    |  |
| 21.  | «Despiértenme» (Canción del disco "Rarezas")                  | Antonio Jáuregui                 | 03:02    |  |
| 22.  | «Criatura Misteriosa» (Canción del disco "Rarezas")           | Jeffry Fischman                  | 04:39    |  |
| 23.  | «Tres» (Canción del disco "Hembra")                           | Antonio Jáuregui                 | 03:54    |  |
| 24.  | «Ojos de Ángel» (Canción del disco "Hembra")                  | Antonio Jáuregui, Manolo Hidalgo | 02:49    |  |
| 25.  | «Nadie Sabe Lo Que Vendrá» (Canción del disco "Un día nuevo") | Antonio Jáuregui                 | 03:23    |  |
| 26.  | «No Voy A Verte Más» (Canción del disco "Hembra")             | Antonio Jáuregui                 | 03:09    |  |
| 27.  | «Sed» (Canción del disco "Libido")                            | Antonio Jáuregui                 | 02:16    |  |
| 28.  | «Nicotina» (Canción del disco "Lo Último que Hablé Ayer")     | Antonio Jáuregui                 | 03:01    |  |
| 29.  | «Libido» (Canción del disco "Libido")                         | Manolo Hidalgo                   | 06:50    |  |

## Integrantes
- Salim Vera - Voz, Guitarra Rítmica, Guitarra Acústica en 14.
- Antonio Jáuregui - Bajo y Coros, Guitarra Acústica en 26 y 27.
- Manolo Hidalgo - Primera Guitarra.
- Ivan Mindreau - Batería.

## Créditos
- Producción y Mezcla: Antonio Jáuregui, Libido y Rafael de la Lama.
- Producción Audiovisual: Pedro Callirgos, Rodolfo Vílchez.
- Grabación en vivo: Rafael de la Lama.
- Masterización: Diego Guerrero.